# Ugimeigenia elzneri
Ugimeigenia elzneri là một loài ruồi trong họ Tachinidae.